# 행신초등학교
행신초등학교(幸信初等學校)는 대한민국 경기도 고양시에 있는 공립 초등학교다.

## 학교 연혁
- 1986. 7. 22 행신국민학교 설립인가(15학급)
- 1988. 3. 1 능곡국민학교에서 17학급 분리 개교
- 1988. 3. 1 초대 조영호 교장 부임
- 1991. 3. 11 병설유치원 개원
- 1996. 3. 1 행신초등학교로 개칭
- 2013. 3. 1 제11대 유미숙 교장 부임
- 2014. 2. 14 제26회 졸업식(110명/누계 4,679명)
- 2014. 3. 1 23학급 편성(특수학급 1 포함)
- 2019. 2. 17 제31회 졸업식(231명/누계 3,647명)

## 참고 자료
- 행신초등학교 - 한국교육학술정보원 학교알리미